# Бути
Бути (итал. Buti) је насеље у Италији у округу Пиза, региону Тоскана.
Према процени из 2011. у насељу је живело 2100 становника. Насеље се налази на надморској висини од 103 м.

## Становништво
| 1936. | 1951. | 1961. | 1971. | 1981. | 1991. | 2001. | 2011. |
| ----- | ----- | ----- | ----- | ----- | ----- | ----- | ----- |
| 4.755 | 4.815 | 5.120 | 5.186 | 5.225 | 5.201 | 5.431 | 5.773 |